# 플랫 코티드 리트리버

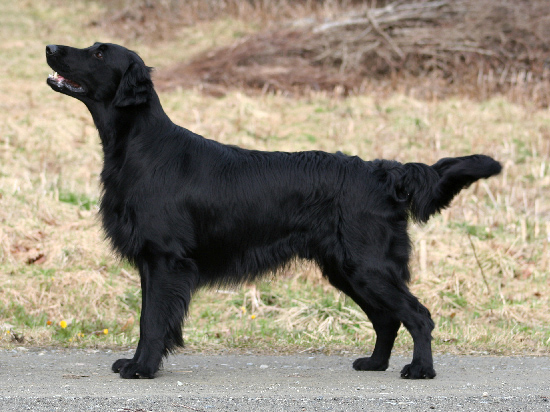
검은색 플랫 코디드 리트리버

플랫 코티드 리트리버(Flat Coated Retriever)는 영국에서 유래한 조렵견 개 품종이다.

## 같이 보기
- 컬리 코티드 리트리버
- 골든 리트리버
- 래브라도 리트리버